# Голубьевка (Саратовская область)
Голубьевка — посёлок в Энгельсском районе Саратовской области России. Входит в состав Новопушкинского муниципального образования (сельского поселения).

## География
Находится на расстоянии примерно 8 километров по прямой на юго-восток от города Энгельс к северу от железнодорожной линии Анисовка-Урбах.

## История
Бывшее 2-е отделение совхоза «Новый».

## Население
Постоянное население составляло 207 человека в 2002 году (русские 67 %), 202 в 2010.